# Bolesław Urbański
Bolesław Urbański (ur. 11 października 1918, zm. 10 marca 2004) – profesor zwyczajny Uniwersytetu Muzycznego Fryderyka Chopina w Warszawie, inżynier, przez ponad 45 lat związany z Wydziałem Reżyserii Dźwięku.

## Życiorys
Syn Sylwestra. Był dyrektorem Centralnego Laboratorium Polskiego Radia.
Był autorem wielu publikacji i książek popularnonaukowych z zakresu technik realizacji i obróbki dźwięku.
Pochowany na cmentarzu Rakowickim w Krakowie (kwatera XXXIII-zach.-10). 

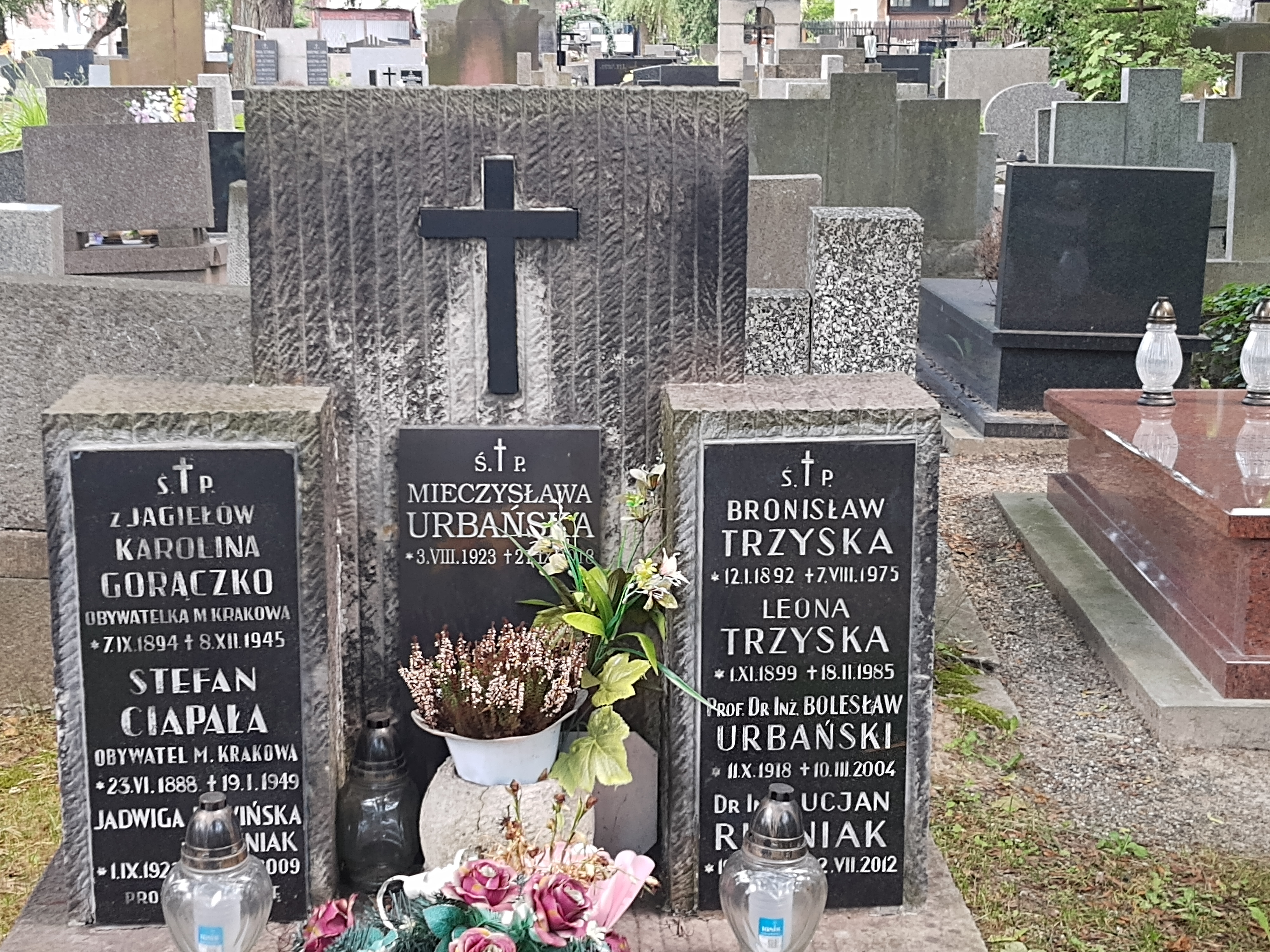
Grób prof. Bolesława Urbańskiego na cmentarzu Rakowickim

## Ordery i odznaczenia
- Krzyż Kawalerski Orderu Odrodzenia Polski (1954)[1]
- Medal 10-lecia Polski Ludowej (1955)[3]